# Diana Adams
Diana Adams (née le 29 mars 1926 et morte le 10 janvier 1993) est une danseuse américaine, principal dancer du New York City Ballet entre 1950 et 1963. Elle est par la suite  enseignante et doyenne de la School of American Ballet, l'école attachée à la compagnie.

## Biographie
Adams naît à Staunton (Virginie) et meurt à San Andreas (Californie). Elle a passé une bonne partie de sa vie à Arnold, California.
Diana Adams a été une muse de George Balanchine, qui a créé plusieurs rôles pour elle dans des productions telles que Western Symphony, Ivesiana, Divertimento #15, Agon, Stars and Stripes, Episodes, Monumentum Pro Gesualdo et Liebeslieder Walzer. D'après les mémoires de Jacques d'Amboise, Balanchine a également créé des rôles pour elles dans Tchaikovsky Pas de deux, Figure in the Carpet, Midsummer Night's Dream et Movements for Piano and Orchestra.
| Image externe | |
|               | Diana Adams et Arthur Mitchell répétant devant George Balanchine et Igor Stravinsky pour le ballet Agon en 1957. |

Le pas de deux créé en 1957 par Balanchine pour son ballet Agon, sur une musique d'Igor Stravinsky, qui réunit Diana Adams et le danseur noir Arthur Mitchell est mal reçu dans un pays encore ségrégationniste. Il n'est diffusé à la télévision américaine qu'en 1968.